# Resolució 1859 del Consell de Seguretat de les Nacions Unides
La Resolució 1859 del Consell de Seguretat de les Nacions Unides fou adoptada per unanimitat el 22 de desembre de 2008. Després de revisar totes les resolucions relatives a l'Iraq des de 1990, el Consell va decidir estendre les disposicions per dipositar el producte de les vendes de petroli, productes derivats del petroli i gas natural al Fons de Desenvolupament per a l'Iraq, sota supervisió de la Junta Internacional d'Assessorament i Seguiment, fins al 31 de desembre de 2009. Aquestes decisions seran revisades a tot tardar el 15 de juny de 2009, o abans a petició del govern iraquià.
El Consell va acollir amb satisfacció el progrés fet per l'Iraq en matèria de seguretat, i en els àmbits polític i econòmic, tot i reconèixer que el país encara necessitava suport regional i internacional per continuar avançant. També va demanar al Fons Monetari Internacional (FMI) i al Banc Mundial, com a membres de la Junta Internacional d'Assessorament i Seguiment, que n'informessin al Consell el gener de 2009. I tot revisant la Resolució 661 (1990), va demanar al Secretari General Ban Ki-moon examinar les accions necessàries perquè l'Iraq recuperés la posició internacional de la que gaudia abans de l'adopció de les resolucions.